# 1973年のル・マン24時間レース

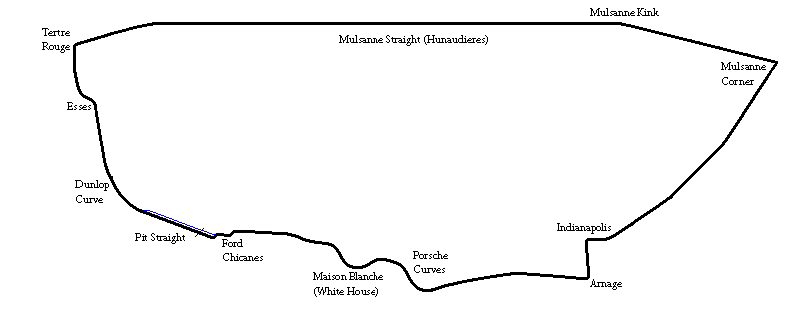
1973年のコース

1973年のル・マン24時間レース（24 Heures du Mans 1973 ）は、41回目のル・マン24時間レース及び世界メーカー選手権第8戦であり、1973年6月9日から6月10日にかけてフランスのサルト・サーキットで行われた。

## 概要
国際自動車連盟は、スポーツカーシリーズは6時間または1000kmのレースにかけられるものとしてル・マン24時間レースを世界選手権から外す方向を打ち出したがフランス西部自動車クラブは屈せず伝統を守り抜く決意を示し、結果として1973年のル・マン24時間レースにも世界選手権がかけられた。
設立からわずか1年余のシグマ・オートモーティブ（現サード）がシグマ・MC73を作成して26号車として参戦した。ル・マン24時間レースに日本車が参加したのはこれが初めてである。オイルショックの影響を受けて殆どの日本の自動車メーカーがレースに興味を失っていた頃で、国内でレース活動を続けるのですら困難な時代であり、オーナー加藤眞の情熱によるプライベート参戦であった。
日本からの初参戦ということで主催者から大歓迎を受け、サーキットには日の丸が掲げられた。参加国の駐仏大使を招待する恒例により日本の駐仏大使もル・マンに初めて招待され、加藤眞は駐仏大使に感謝されたという。シグマはトヨタとの関係が深かったので当初トヨタエンジンを前提でエントリーしたが突然入手できなくなった。
なお、1972年のル・マン24時間レースに鈴木鈑金がエントリーしながら参加していなかったため、「ここで参戦を取り消すと日本人の信用がなくなり永久に日本チームが参加できなくなる」と考え、加藤眞は迷った末にマツダに目をつけ、」衆議院議員の石原慎太郎に間に入ってもらい、当時の社長松田耕平を紹介してもらい、マツダはマツダオート東京チューンの12A型ワークスエンジン2基を50万円で貸与する旨約束、正月返上でル・マン仕様を作成、筑波サーキットを10周させただけでフランスに送った。
富士グランチャンピオンレースに参加しながらだったので殺人的な日程であった。シグマのエースだった高橋晴邦はトヨタの契約ドライバーだったのでマツダのエンジンを積んだ車両には乗れず、ドライバーは生沢徹、鮒子田寛、フランス人のフォーミュラ2ドライバーパトリック・ダル・ボ（Patrick Dal Bo ）となった。ドライバー契約金を含めた全ての経費は1000万円、メインスポンサーとしてパンアメリカン航空がつき、さらに現地入りしてからソニーが500万円を提供した。自動車製作費は200万円、遠征メンバーは3人、現地採用分を含めても総勢10名に満たない小さなチームだった。

## 予選
フェラーリが312PBで1位、2位を取り速さをアピールした。
シグマ26号車はル・マン用のセッティングなど皆目分からず不安を抱えて予選に臨んだが、軽量であったため俊足で、4分11秒1、14位と意外な好成績であった。しかし予選2日目にクラッチが故障し、加藤は6月8日午前にマツダオート東京に電話を掛け、出た大橋孝至にクラッチを依頼した。大橋は直ちにクラッチを自動車に載せて羽田のパンアメリカン航空事務所に向かいパリ行きの飛行機搭乗員に渡した。加藤はこれと並行してフランスで雇ったディアメールというメカニックの「パリに6時間でクラッチを作ってくれる業者がある」旨の進言を受けて注文し製作してもらい、徹夜で装着して決勝に間に合わせた。

## 決勝
出走したのは55台。
フェラーリは、決勝ではトラブルが発生して遅れた。
シグマ26号車は耐久性がなく、またル・マン仕様は300km程しか走行テストをしておらず、そこで出たトラブルの対策すら現地入り後に行なうというのが実情で、その上ル・マンの決勝程悪い路面を高速で長時間連続走行する場面は日本では全く再現できなかったため、およそ想像もつかないトラブルが続出した。サスペンションボルトの脱落はフェラーリからボルトを借りてしのいだが、10時間30分79周クラッチトラブルでコース上に停車してしまいリタイヤとなった。

## 結果
完走したのは21台。
アンリ・ペスカロロ/ジェラール・ラルース組のマトラ・シムカ・MS670Bの11号車が24時間で4,853.945kmを平均速度202.247km/h走って1972年に続いて優勝した。
シグマはソニーから受け取った500万円分が黒字となり、1974年のル・マン24時間レースへの参加のメドが立った。